# Annie Krull
Anna Maria Krull (Rostock, 11 gennaio 1876 – Schwerin, 14 giugno 1947) è stata un soprano tedesco.

## Biografia
Dopo gli studi a Berlino con Hertha Brämer, fece il suo debutto sulle scene a Plauen nel 1898 cantando il ruolo di Agathe ne Il franco cacciatore. Tra il 1900 e il 1912 cantò regolarmente al Semperoper, dove nel 1908 divenne la prima interprete di Elettra nell'opera omonima di Richard Strauss. L'anno successivo tornò a cantare Elettra alla Royal Opera House, un evento che segnò anche la prima volta che un'opera di Strauss venisse portata sulle scene britanniche.
La carriera internazionale della Krull fu limitata – oltre a Londra cantò anche a Brno e Praga – ma il soprano cantò nei maggiori teatri tedeschi, esibendosi con un ampio repertorio che comprendeva Leonore nel Fidelio, Senta ne L'olandese volante, Elsa nel Lohengrin, Elisabeth in Tannhäuser, Sieglinde ne La valchiria, Isolda in Tristano e Isotta, Margiana ne Il barbiere di Bagdad e Valtine ne Gli ugonotti. 
Sposata con il basso Max Flor dal 1904, nei suoi ultimi anni insegnò canto a Schwerin, dove morì nel 1947 all'età di settantuno anni.

## Discografia
| Anno | TitoloRuolo          | Cast                                           | Direttore      | Etichetta |
| ---- | -------------------- | ---------------------------------------------- | -------------- | --------- |
| 1909 | Tannhäuser Elisabeth | Leon Rains, Fritz Vogelstrom, Walter Kirchhoff | Eduard Künneke | Odeon     |